# صالة فجحان هلال المطيري
صالة هلال فجحان المطيري هي صالة مغلقة متعددة الاستخدام تقع في منطقة حولي، الكويت، وتبلغ قدرة الصالة الإستيعابية حوالي 5000 متفرج. تعتبر الصالة الرياضية واحدة من مرافق نادي القادسية الكويتي، حيث تستضيف مافسات كرة اليد، كرة السلة وكرة الطائرة في النادي. استضافت أيضا كأس أبطال آسيا لكرة السلة 2006 و كأس آسيا لكرة السلة 2008.